# Традате
Трада̀те (на италиански: Tradate; на ломбардски: Tradaa, Традаа) е град и община в Северна Италия, провинция Варезе, регион Ломбардия. Разположен е на 303 m надморска височина. Населението на общината е 18 963 души (към 2018 г.).